# Meulan-en-Yvelines
Meulan-en-Yvelines, antes nombrada Meulan, es una población y comuna francesa, en la región de Isla de Francia, departamento de Yvelines, en el distrito de Mantes-la-Jolie y cantón de Meulan.
El jugador del Real Madrid Ferland Mendy es natural de esta población francesa.

## Demografía
| 4354 | 4580 | 8486 | 8832 | 8101 | 8394 | 8881 | 9170 |
| Para los censos de 1962 a 1999 la población legal corresponde a la población sin duplicidades (Fuente: INSEE [Consultar]) |      |      |      |      |      |      |      |